# Lisa Dahlkvist
Lisa Karolina Viktoria Dahlkvist (Stockholm, 6 februari 1987) is een Zweeds voetbalspeelster die sinds januari 2018 als middenvelder actief is bij Eskilstuna United in de Damallsvenskan.

## Carrière

### Clubs
Dahlkvist debuteerde in 2005 in de Damallsvenskan bij KIF Örebro DFF en verhuisde na een seizoen op 18-jarige leeftijd naar landskampioen Umeå IK waarmee ze drie landstitels en eenmaal de beker won. Dahlkvist maakte ook deel uit van het team dat in de UEFA Women's Cup 2006/07 en de UEFA Women's Cup 2007/08 telkens verliezend finalist was.
In 2009 verliet ze de club voor Kopparbergs/Göteborg FC die ze op het einde van haar contract verliet voor Tyresö FF. In 2012 behaalde Dahlkvist haar vierde landstitel. In 2014 kwam Tyresö FF in de financiële problemen en trok zich terug uit de Damallsvenskan en werden de contracten van de speelsters allen vrijgegeven. In juli 2014 tekende ze een contract bij het Noorse Avaldsnes IL in de Toppserien.
Dahlkvist keerde op het einde van het seizoen terug naar de Damallsvenskan naar haar voormalige club KIF Örebro DFF maar verliet deze na amper een half seizoen voor Paris Saint-Germain Féminines in de Franse Division 1 Féminine waar ze haar landgenoten Caroline Seger en Kosovare Asllani vervoegde. Ze speelde van 2016 tot 2017 nogmaals bij KIF Örebro DFF maar toen de club degradeerde naar de Elitettan, tekende ze in januari 2018 een contract bij Eskilstuna United.

### Nationaal elftal
Dahlkvist debuteerde op 12 februari 2008 bij het Zweeds voetbalelftal onder coach Thomas Dennerby in Cyprus in een vriendschappelijke wedstrijd tegen Engeland die met 2-0 gewonnen werd. Dahlkvist ging mee als reservespeler naar de Olympische Zomerspelen 2008 als mogelijk vervanger van Caroline Seger, die in de voorbereiding een blessure opliep. Het volgend jaar behoorde ze bij het basiselftal op het Europees kampioenschap voetbal vrouwen 2009. Ze begon in alle drie de groepswedstrijden maar in de kwartfinale kreeg Nilla Fischer de voorkeur. Op het Wereldkampioenschap voetbal vrouwen 2011 startte ze in alle wedstrijden en scoorde in drie wedstrijden op rij. Het Zweeds elftal eindigde op de derde plaats waardoor ze meteen gekwalificeerd waren voor de Olympische Zomerspelen 2012.
Tijdens de opbouw naar het Europees kampioenschap voetbal vrouwen 2013 in Zweden verkoos de nieuwe coach Pia Sundhage Caroline Seger en Marie Hammarström ten nadele van Dahlkvist, als beste centrale duo in het middenveld. Ondanks twijfel over haar fitheid werd Dahlkvist opgenomen in de Zweedse ploeg voor het Wereldkampioenschap voetbal vrouwen 2015 in Canada. Sundhage beschreef de beslissing als een gok en hoopte dat Dahlkvist de uitstekende vorm zou kunnen herwinnen die ze vier jaar eerder had getoond tijdens het vorige wereldkampioenschap. Zweden werd uitgeschakeld in de eerste ronde nadat ze alle drie hun groepswedstrijden gelijkspeelden, telkens met Dahlkvist in de eerste elf.
In 2016 won Dahlkvist zilver met het nationaal elftal op de Olympische Zomerspelen 2016 in Rio de Janeiro en in maart 2018 won Zweden met Dahlkvist de Algarve Cup (samen met Nederland) nadat de finale werd afgelast omdat het veld niet bespeelbaar was door de hevige regenval.

## Privéleven
Dahlkvist outte zich in 2008 als lesbienne en in november 2015 kreeg ze samen met haar partner Jessica Danielsson een dochter waarna Danielson en Dahlkvist huwden.

## Erelijst
- 2006, 2007, 2008, 2012: Winnaar Zweeds landskampioenschap (Damallsvenskan)
- 2011: Winnaar Zweedse beker
- 2016: Zilveren medaille op de Olympische Zomerspelen 2016